# Знак рівності
Знак рівності (=) — це математичний символ, що використовують для позначення рівності. Він був винайдений у 1557 році Робертом Рекордом. У рівнянні знак рівності розміщують між двома виразами, які мають те ж саме значення. Він відповідає символу 003D в шістнадцятковій системі числення та +0061 в десятковій у стандартах Unicode і ASCII.

## Історія виникнення
Етимологія слова «equal» (рівний англ.) походить від латинського слова «aequalis» в сенсі «єдиний», «ідентичний» або «один», від aequus («рівні», «навіть» або «просто»).
Знак рівності в сучасній формі створив математик Роберт Рекорд (Robert Recorde, 1510—1558) у своїй праці The Whetstone of Witte (1557). Він обґрунтував застосування двох паралельних штрихів таким чином (староанглійською): «…bicause noe 2 thynges can be moare equalle», тобто «ніякі інші дві речі не можуть бути більш рівними». До цього в античній та середньовічній математиці рівність позначали словесно (наприклад, est eqale). Рене Декарт у XVII столітті в записах став використовувати æ (від лат. aequalis), а сучасний знак рівності він використовував, щоб вказати, що коефіцієнт може бути негативним. Франсуа Вієт знаком рівності позначав віднімання. Символ Рекорда набув поширення далеко не відразу. У континентальній Європі знак «=» запровадив Лейбніц на межі XVII—XVIII століть, тобто більше ніж за 100 років після смерті Роберта Рекорда, який вперше використав його з цією метою.

## Використання в математиці та комп'ютерному програмуванні
У математиці знак рівності може бути використаний як проста констатація факту в конкретному випадку (х = 2) або для створення визначень (нехай х = 2), умовних операторів (якщо х = 2, то …), або щоб висловити загальну еквівалентність (x + 1)2 = x2 + 2x + 1.
Першою розповсюдженою комп'ютерною мовою програмування, яка використовувала знак рівності, був початковий варіант Fortran — FORTRAN I, розроблений у 1954 році. У Fortran «=» використовують як оператор присвоєння: X = 2 встановлює значення X на 2. Це дещо нагадує використання «=» в математичному визначенні, але з різною семантикою: вираз праворуч від «=» обчислюється першим та може стосуватися попереднього значення X. Наприклад, призначення X = Х + 2 збільшує значення X на 2.
Інше використання у мові програмування було започатковане оригінальною версією ALGOL, який був розроблений у 1958 та реалізований у 1960 році. ALGOL включав оператор порівняння, який перевіряв на рівність, роблячи можливими такі конструкції, як if X = 2 , з саме таким значенням «=», як і умовне використання в математиці. Знак рівності був зарезервований для цього використання.
Обидва використання залишилися стандартними у різних мовах програмування на початку ХХ століття. Так само як і у Fortran, «=» використовують для призначення в таких мовах як C, Perl, Python, awk та їх нащадках. Але у таких мовах як сім'я Pascal, Ada, Eiffel, APL, «=» використовують для позначення рівності, а не призначення.
Кілька мов, такі як BASIC і ПЛ/1, використовували знак рівності і як призначення, і для позначення рівності — залежно від контексту. Після ALGOL більшість мов використовують «=» для використання рівності та «: =» для призначення, хоча APL, з його особливим набором символів, використовує ліву стрілку.
У Fortran не було оператора рівності (можна було лише порівняти вираз з нулем, використовуючи арифметичний оператор IF), доки FORTRAN IV не було випущено у 1962 році, після чого він використовував чотири символи «.EQ.» для перевірки рівності. Мова В започаткувала використання «==» для цього призначення, що перейшло до нащадка, мови С, та більш пізніх мов, де «=» позначає призначення.

### Використання кількох знаків рівності
У PHP, потрійний знак рівності (===) позначає ідентичність. Це означає, що два вирази мають не тільки однакові значення, а також і той самий тип даних. Наприклад, вираз 0 == false це правда, але 0 === false не є, тому що число 0 є цілим числом, у той час як «false» є логічним значенням.
JavaScript має ту ж семантику для ===, так звану «рівність без типу примусу». Проте, в JavaScript поведінку == не може бути описано за допомогою будь-яких простих узгоджених правил. Вираз 0 == false це правда, але 0 == udefined — брехня, хоча обидві сторони == діють так само в логічному контексті. З цієї причини рекомендується уникати оператора == в JavaScript на користь ===.
В Ruby, рівність під == вимагає, щоб обидві операнди були одного й того ж типу, наприклад 0 == false — брехня. Оператор === — гнучкий, і може бути використаний для будь-якого довільного заданого типу. Наприклад, значення типу Range є діапазоном цілих чисел, таких як 1800..1899. (1800..1899) == 1844 — брехня, оскільки типи даних різні (Range проти Integer), але (1800..1899) === 1844 — правда, оскільки === типу Range позначає «включення у діапазон». Зверніть увагу, що семантика тут, === не симетрична. Наприклад, 1844 === (1800..1899) — брехня, оскільки це інтерпретується як Integer#===, замість Range#===.

### Інші використання
Знак рівняння також використовують у визначенні пар властивість-значення, в яких властивості присвоюється значення.

## Звуковий символ
Знак рівності також використовують як граматичний звуковий символ в орфографії мови Буду в  Конго-Кіншаса, в Крамен, Мван та Дан в Кот-д'Івуар. Код символу Unicode для звукового символу (U+A78A) відрізняється від математичного символу(U+003D).

## Таблиця математичних знаків (символів) еквівалентності з кодами Unicode
| знак | Unicode значення | Назва знака                           |   | знак   | Unicode значення        | Назва знака |
| =    | U+003D           | дорівнює                              | ≠ | U+2260 | не дорівнює             |             |
| ≃    | U+2243           |                                       | ≄ | U+2244 |                         |             |
| ≅    | U+2245           | конгруентність (геометрична рівність) | ≆ | U+2246 |                         |             |
|      |                  |                                       | ≇ | U+2247 |                         |             |
| ≈    | U+2248           | приблизно дорівнює                    | ≉ | U+2249 |                         |             |
| ≡    | U+2261           | ідентичне, тотожність                 | ≢ | U+2262 | не ідентично            |             |
| ≌    | U+224C           | подібність фігур                      | ≂ | U+2242 |                         |             |
| ≊    | U+224A           |                                       | ≋ | U+224B |                         |             |
| ≍    | U+224D           |                                       | ≣ | U+2263 |                         |             |
| ≎    | U+224E           |                                       | ≏ | U+224F |                         |             |
| ≐    | U+2250           |                                       | ≑ | U+2251 |                         |             |
| ≒    | U+2252           |                                       | ≓ | U+2253 |                         |             |
| ≔    | U+2254           |                                       | ≕ | U+2255 |                         |             |
| ≘    | U+2258           | відповідає                            | ≚ | U+225A |                         |             |
| ≗    | U+2257           |                                       | ≙ | U+2259 | відповідає              |             |
| ≞    | U+225E           |                                       | ≟ | U+225F | може дорівнювати        |             |
| ≜    | U+225C           | дорівнює за визначенням               | ≝ | U+225D | дорівнює за визначенням |             |
| ≛    | U+225B           |                                       | ≖ | U+2256 |                         |             |

## Схожі символи

### Майже рівні
Символи, які використовують для позначення предметів, які майже рівні, включають наступні:
    ≈ (U+2248, LaTeX \approx)
    ≃ (U+2243, LaTeX \simeq), комбінація з ≈ та =, що також використовується для позначення асимптотичної рівності.
    ≅ (U+2245, LaTeX \cong), інша комбінація з ≈ та =, яка також використовується для позначення ізоморфізму або конгруенції.
    ∼ (U+223C), яка також іноді використовується для позначення пропорційності, які пов'язані з відношенням еквівалентності, або щоб позначити що випадкова величина розподілена відповідно до визначеного розподілу ймовірностей.
    ∽ (U+223D), яка також використовується для позначення пропорційності.
    ≐ (U+2250, LaTeX \doteq), який також може використовуватися для позначення підходу змінної до ліміту.
    ≒ (U+2252), зазвичай використовується у Японській, Тайській та Корейській мовах.
    ≓ (U+2253)

### Нерівні
Символ, що використовують для позначення нерівності (коли виразі нерівні) — це перетнутий знак рівності «≠» (U+2260; 2260,Alt+X в Microsoft Windows). У LaTeX він робиться за допомогою команди «\neq».
Більшість мов програмування, що обмежують себе набором символів та друкованих символів ASCII, використовують ≈, !=, /=, =/=, або <>, щоб відобразити їх логічний оператор порівняння.

### Ідентичні
Символ потрійного дефісу (U+2261, Latex \equiv), часто використовують, щоб позначити ідентичність, визначення (яке також може бути позначене U+225D «≝» або U+2254 «≔») або відношення конгруенції в модульній арифметиці. Символ «≘» може бути використаний, щоб показати, що один предмет відноситься до іншого.

### Ізоморфізм
Символ «≅» часто використовують для позначення ізоморфних алгебраїчних структур або конгруентних геометричних фігур.

### У логіці
Рівність правдивих значень, тобто  відношення "тоді й лише тоді" або логічної еквівалентності, може бути позначена різними символами, а саме  =, ~, та ⇔.

### У іменах
Можливий унікальний випадок використання знака рівності у європейському імені людини, зокрема в двочастинному імені, був у піонера-авіатора Альберто Сантос=Дюмонта, який був відомий не тільки за те, що часто використовував знак рівності "=" між двома своїми прізвищами замість дефісу, а й за те, що він віддавав перевагу цій практиці, щоб показати рівну повагу до французької національності свого батька та бразильської національності своєї матері.
Знак рівняння іноді використовують у Японії як розділювач поміж іменами.

### Інші схожі символи
Інші символи, пов'язані зі знаком рівності, включають у себе:
≌ (U + 224C ≌ Усе дорівнює)
≔ (U + 2254 ≔ двокрапка дорівнює)
≕ (U + 2255 ≕ дорівнює двокрапка)
≖ (U + 2256 ≖ кільце у знаку рівності)
≗ (U + 2257 ≗ кільце дорівнює)
≙ (U + 2259 ≙ оцінювання)
≚ (U + 225A ≚ Рівнокутні з…)
≛ (U + 225B ≛ зірка дорівнює)
≜ (U + 225C ≜ дельта дорівнює)
≞ (U + 225E ≞ виміряно…)
≟ (U + 225F ≟ знак питання дорівнює).

## Хибне застосування
Знак рівності часом використовують неправильно у математичних виразах, щоб з'єднати математичні кроки у нестандартний спосіб, аніж щоб показати рівність (особливо студенти-математики).
Наприклад, якщо один з них шукає, крок за кроком, суму чисел 1, 2, 3, 4 та 5, він може написати
    1 + 2 = 3 + 3 = 6 + 4 = 10 + 5 = 15.
Структурно, це скорочення від
    ([(1 + 2 = 3) + 3 = 6] + 4 = 10) + 5 = 15,
Але запис некоректний, тому що кожна з частин рівняння має різне значення. Якщо інтерпретувати суворо так, як це написано, то буде
    3 = 6 = 10 = 15 = 15.
Правильною версією виразу буде
    1 + 2 = 3, 3 + 3 = 6, 6 + 4 = 10, 10 + 5 = 15.

## Зовнішні джерела
- Robert Recorde invents the equals sign  [Архівовано 13 травня 2007 у Wayback Machine.]
- История возникновения знака равенства (нім.)
- Earliest Uses of Symbols of Relation [Архівовано 17 грудня 2015 у Wayback Machine.]
- Image of the page of The Whetstone of Witte on which the equals sign is introduced [Архівовано 5 березня 2016 у Wayback Machine.]
- Scientific Symbols, Icons, Mathematical Symbols [Архівовано 10 травня 2011 у Wayback Machine.]